# A budapesti Váci út épületeinek listája
Az alábbi lista a budapesti Váci út épületeit tartalmazza. A két oldal számozása egy idő után jelentősen eltolódik. A XIII. kerületből a IV. kerületbe átlépve a Váci út számozása elölről kezdődik, itt „Külső Váci út” néven szoktak hivatkozni rá.

## Váci út (XIII. kerület)

### 1-10.
| Kép | Házszám                                                   | Név                             | Építés ideje | Tervező                                         | Megjegyzés                                                    |
| --- | --------------------------------------------------------- | ------------------------------- | ------------ | ----------------------------------------------- | ------------------------------------------------------------- |
|     | 1-7.                                                      | Westend bevásárlóközpont        | 1998–1999    | Finta József, Fekete Antal, ifj. Peschka Alfréd | Korábban a Nyugati pályaudvar raktárépületei álltak a helyén. |
|     | 2. (Nyugati tér 4.)                                       | Feledi-bérház                   | 1890–1891    | Goldmann Ernő                                   |                                                               |
|     | 4.                                                        | Sommer-bérház                   | 1897         | Sterk Izidor                                    |                                                               |
|     | 3. (a Westenddel egy területen)                           | Sóház                           | 1914–1916    | Mezey Sándor                                    | Régi MÁV raktárépület felújítva.                              |
|     | 6.                                                        | Frankl-bérház                   | 1895–1896    | Wellisch Alfréd                                 |                                                               |
|     | 8.                                                        | Freiberger-bérház               | 1892         | Örömy József                                    |                                                               |
|     | a 7. és a 9. között, Lehel tér 1. számon, de az út mentén | Árpád-házi Szent Margit-templom | 1931–1933    | Möller István                                   |                                                               |
|     | 9-15                                                      | Lehel Csarnok                   | 2000–2002    | ifj. Rajk László                                |                                                               |
|     | 10.                                                       | Pálfy-bérház                    | 1893         | Baumann Károly Bernát, Kölber Károly Lajos      |                                                               |

### 11-20.
| Kép | Házszám | Név                                                  | Építés ideje | Tervező                                  | Megjegyzés |
| --- | ------- | ---------------------------------------------------- | ------------ | ---------------------------------------- | --- |
|     | 12.     | Breintenfeld-Herzmann-bérház                         | 1897         | Bretschneider Frigyes és Ostrinski Rezső | |
|     | 14.     | Klotild Utcai Házépítő és Kereskedelmi Kft. lakóháza | 1942         | Krausz Gábor                             | |
|     | 16.     | Götzel-bérház                                        | 1927         | Benedict Gyula                           | |
|     | 17.     | E.ON Office building                                 | 2018 előtt   |                                          | Helyén állt a Lipót telefonközpont (tervező: Tichtl György, épült: 1927–1929:) – az épület a Google kamera felvételei alapján 2009 és 2011 között elbontásra került. |
|     | 18.     | modern lakóház                                       |              |                                          | A 18-20. szám helyén Bachmann Károly által Brogle József részére tervezett lakóháza, illetve gép- és rosta-lemez gyára állt. A 16-os telekre 1911-1912-ben Reiss Zoltán tervei alapján új szecessziós bérház épült, amelyet II. világháborús sérülései miatt 1947-ben lebontottak. |
|     | 19.     | Első Magyar Gazdasági Gépgyár (EMAG)                 | 1883         |                                          | A gyár megszűnt, de épületeinek egy része még áll. |
|     | 20.     | modern irodaház                                      |              |                                          | A 16-18. szám helyén Bachmann Károly által Brogle József részére tervezett lakóháza, illetve gép- és rosta-lemez gyára állt. A II. világháború után elbontották. |

### 21-30.
| Kép | Házszám | Név                                                        | Építés ideje | Tervező                        | Megjegyzés                                                                                               |
| --- | ------- | ---------------------------------------------------------- | ------------ | ------------------------------ | --- |
|     | 21.     | iskolaépület                                               | 1885         | Schomann Antal                 | ma: BMSZC Bolyai János Műszaki Technikum és Kollégium                                                    |
|     | 22-24.  | modern irodaház                                            |              |                                | Helyén XIX. századi lakóházak, majd 1928-tól Bosch-gyár állt (tervezte: Baczó Andor és Lindwurm György). |
|     | 23-27.  | H2Offices Irodaház                                         | 2010-es évek |                                | Korábban a Fővárosi Vízművek épülete állt a helyén.                                                      |
|     | 26.     | West End Business Center irodaház                          |              |                                | Helyén különböző rendeltetésű ipari épületek álltak.                                                     |
|     | 28.     | Vadász-bérház                                              | 1913         | Révész Sámuel és Kollár József | |
|     | 29-33.  | Medicover Klinika, Kórház és Fejlett Diagnosztikai Központ | 2000-es évek |                                | |
|     | 30.     | modern irodaház                                            |              |                                | Helyén Schlesinger Alajos üzletháza állt (tervezte: Somló Ferenc és Beutum János, 1931-1933).            |

### 31-40.
| Kép | Házszám | Név                | Építés ideje | Tervező                  | Megjegyzés                                |
| --- | ------- | ------------------ | ------------ | ------------------------ | ----------------------------------------- |
|     | 32.     | Schlesinger-bérház | 1910         | Lukács Béla és Rácz Manó | Az épület átalakított állapotban látható. |
|     | 34.     | Krayer-ház         | 1909–1910    | Ágoston Emil             |                                           |
|     | 35-37.  | modern irodaház    |              |                          |                                           |
|     | 36.     | modern irodaház    |              |                          |                                           |
|     | 38.     | modern irodaház    |              |                          |                                           |
|     | 39.     | üres telek         |              |                          | Parkoló működik a területén.              |
|     | 40.     | Brogle-ház         | 1882         | Bachmann Károly          |                                           |

### 41-50.
| Kép | Házszám | Név                                                          | Építés ideje                 | Tervező                    | Megjegyzés                                                                 |
| --- | ------- | ------------------------------------------------------------ | ---------------------------- | -------------------------- | -------------------------------------------------------------------------- |
|     | 41-43.  | modern irodaház                                              |                              |                            |                                                                            |
|     | 42.     | modern lakóház                                               |                              |                            |                                                                            |
|     | 44.     | Mandl-Falus ikerbérház (a 46/a.-val)                         | 1940–1941                    | Falus Lajos                |                                                                            |
|     | 45.     | modern irodaház                                              |                              |                            | Korábban a 45. szám alatt működött a Schlick-féle Vasöntöde és Gépgyár Rt. |
|     | 46/a.   | Mandl-Falus ikerbérház (a 44-gyel)                           | 1940–1941                    | Falus Lajos                |                                                                            |
|     | 46/b.   | Braun-bérház                                                 | 1941                         | Szemlőhegyi Fischer József |                                                                            |
|     | 47/a-d. | modern lakóház                                               |                              |                            |                                                                            |
|     | 47/e.   | GTC White House, korábbi Hajtómű- és Felvonógyár gyárcsarnok | a régi épület: 20. sz. eleje |                            | 2 épület áll a telken.                                                     |
|     | 48/a-b. | Szalay István Rt. gyárépülete                                | 1939–1940                    | Möller Károly              |                                                                            |
|     | 48/c-d. | Nemzeti Adó- és Vámhivatal Gazdasági Ellátó Igazgatóság      |                              |                            | Modern irodaház.                                                           |
|     | 48/f.   | Modiano S. D. Szivarkapapír Rt.                              | 1931                         | Szőke Imre                 | Modern gyárépület.                                                         |
|     | 49.     | DC Offices irodaház                                          |                              |                            |                                                                            |
|     | 50.     | Wörner-bérház                                                | 1885                         | Schomann Antal             |                                                                            |

### 51-60.
| Kép | Házszám | Név               | Építés ideje | Tervező       | Megjegyzés                                                                                                |
| --- | ------- | ----------------- | ------------ | ------------- | --- |
|     | 51/a.   | eklektikus bérház |              |               | |
|     | 51/b.   | eklektikus bérház |              |               | |
|     | 52.     | modern lakóház    |              |               | Szocializmusban épült panelház.                                                                           |
|     | 53-55.  | modern lakóház    |              |               | |
|     | 54.     | Lusztig-bérház    | 1897         | Bauer Henrik  | Az 1970/80-as években emeleteket építettek rá.                                                            |
|     | 56.     | modern lakóház    |              |               | Szocializmusban épült panelház.                                                                           |
|     | 58.     | modern lakóház    |              |               | Szocializmusban épült panelház.                                                                           |
|     | 57-61.  | iskolaépület      | 1909–1910    | Kauser József | Ma: Prizma Általános Iskola és Óvoda. Épült Bárczy István kislakás- és iskolaépítési programja keretében. |
|     | 60-62.  | modern lakóház    |              |               | Szocializmusban épült panelház.                                                                           |

### 61-70.
| Kép | Házszám | Név            | Építés ideje | Tervező         | Megjegyzés                                                                    |
| --- | ------- | -------------- | ------------ | --------------- | ----------------------------------------------------------------------------- |
|     | 63.     | modern lakóház |              |                 | Szocializmusban épült panelház. Egy részében a József Attila Színház működik. |
|     | 64/a-c. | modern lakóház |              |                 | Szocializmusban épült panelház.                                               |
|     | 65-71.  | üres telek     |              |                 |                                                                               |
|     | 66.     | modern lakóház |              |                 | Szocializmusban épült panelház.                                               |
|     | 68.     | üres telek     |              |                 |                                                                               |
|     | 70.     | Engel-bérház   | 1884–1886    | Diescher Albert |                                                                               |

### 71-80.
| Kép | Házszám | Név                                               | Építés ideje | Tervező                                       | Megjegyzés                                           |
| --- | ------- | ------------------------------------------------- | ------------ | --------------------------------------------- | ---------------------------------------------------- |
|     | 72-74.  | A Budapesti Elektromos Művek székháza             | 1893−1910    | Pucher József, Nay Rezső Rudolf, Strausz Ödön |                                                      |
|     | 73.     | Magyar Államkincstár Nyugdíjfolyósító Igazgatóság |              |                                               |                                                      |
|     | 75-79.  | üres telek                                        |              |                                               |                                                      |
|     | 76.     | House of Business Capital Square irodaház         |              |                                               |                                                      |
|     | 78.     | modern lakóház                                    |              |                                               | Szocializmusban épült panelház.                      |
|     | 80-84.  | modern irodaház                                   |              |                                               | Korábban a területen működött Fehér Miklós gépgyára. |

### 81-90.
| Kép | Házszám | Név                              | Építés ideje      | Tervező      | Megjegyzés |
| --- | ------- | -------------------------------- | ----------------- | ------------ | --- |
|     | 81.     | Centerpoint irodaház             |                   |              | Korábban a területen működött a Magyar Acélöntő és Csőgyár (Höcker Antal gépgyára, Általános Iparművek, Friedrich Siemens Művek Vasöntő és Hőtechnikai Gyár). 2006 előtt bontották el. |
|     | 83-85.  | üres telek (építés alatt)        |                   |              | Korábban a Masped irodaház állt a helyén (2020 körül elbontva). |
|     | 86/a-c. | modern lakóház                   |                   |              | Szocializmusban épült panelház. |
|     | 87.     | Székesfővárosi kislakásos bérház | 1911 ?            | Sterk Izidor | Épült Bárczy István kislakás- és iskolaépítési programja keretében. |
|     | 88.     | földszintes autószalon           |                   |              | |
|     | 89.     | iskolaépület                     | 1897              | Hönig Dezső  | |
|     | 90.     | modern lakóház                   | 1970/1980-as évek |              | |

### 91-100.
| Kép | Házszám  | Név                                                        | Építés ideje | Tervező                          | Megjegyzés                                             |
| --- | -------- | ---------------------------------------------------------- | ------------ | -------------------------------- | ------------------------------------------------------ |
|     | 91/a.    | modern irodaház                                            |              |                                  |                                                        |
|     | 91/b.    | Tours-i Szent Márton és Flüei Szent Miklós-plébániatemplom | 1985         | Szabó István és Borsányi László  |                                                        |
|     | 92.      | Kinnarps irodaház                                          |              |                                  |                                                        |
|     | 93.      | benzinkút és McDonald's                                    |              |                                  |                                                        |
|     | 94.      | eklektikus bérház                                          |              |                                  |                                                        |
|     | 95.      | modern lakóház                                             |              |                                  |                                                        |
|     | 96-98.   | modern irodaház                                            |              |                                  |                                                        |
|     | 97.      | szecessziós bérház                                         |              |                                  |                                                        |
|     | 99.      | modern irodaház                                            |              |                                  | A területen működött korábban a Budapesti Ampullagyár. |
|     | 100-108. | Tizenháromház                                              | 1896         | Weinréb Fülöp és Spiegel Frigyes |                                                        |

### 101-110.
| Kép | Házszám | Név                            | Építés ideje | Tervező             | Megjegyzés                            |
| --- | ------- | ------------------------------ | ------------ | ------------------- | ------------------------------------- |
|     | 101.    | modern lakóház                 |              |                     |                                       |
|     | 103.    | n. a.                          |              |                     |                                       |
|     | 105.    | modern irodaház                |              |                     |                                       |
|     | 107.    | BGéSzC Katona József Technikum | 1950         | id. Rimanóczy Gyula |                                       |
|     | 109.    | eklektikus bérház              |              |                     |                                       |
|     | 110.    | modern irodaház                |              |                     | A Hétház egyik épülete helyére épült. |

### 111-120.
| Kép | Házszám  | Név                        | Építés ideje | Tervező      | Megjegyzés |
| --- | -------- | -------------------------- | ------------ | ------------ | --- |
|     | 111-115. | üres telek                 |              |              | Korábban a 115. számon a Schiller autóház állt (elbontva 2022 körül).                                                                     |
|     | 112.     | a Hétház megmaradt épülete | 1895–1897    | Ürömi József | |
|     | 114.     | a Hétház megmaradt épülete | 1895–1897    | Ürömi József | |
|     | 116-118. | Raiffeisen Bank Központ    |              |              | |
|     | 117-119. | modern irodaház            |              |              | Korábban (1837 és 1877 között) a 117-es szám alatt működött a Zarzetzky-féle Gyufagyár. Később az Elzett Zár- és Lakatgyár volt a telken. |
|     | 120-132. | üres telkek                |              |              | |

### 121-130.
| Kép | Házszám  | Név                       | Építés ideje | Tervező | Megjegyzés                                    |
| --- | -------- | ------------------------- | ------------ | ------- | --------------------------------------------- |
|     | 121-127. | Váci Greens D irodaépület |              |         | Korábban eklektikus házak álltak a területen. |
|     | 129-133. | irodaépület               |              |         | Korábban eklektikus házak álltak a területen. |

### 131-140.
| Kép | Házszám      | Név             | Építés ideje      | Tervező | Megjegyzés |
| --- | ------------ | --------------- | ----------------- | ------- | --- |
|     | 132-136/a-c. | modern lakóház  | 1970/1980-as évek |         | Szocializmusban épült panelház. |
|     | 135-139.     | irodaépület     |                   |         | A 139. szám alatt korábban az Akkumulátor és Szárazelemgyár működött. A gyár megszűnt, elbontották, emlékére emléktáblát helyeztek el. |
|     | 138/a-c.     | modern lakóház  | 1970/1980-as évek |         | Szocializmusban épült panelház. |
|     | 140-142.     | modern irodaház |                   |         | |

### 141-150.
| Kép | Házszám  | Név             | Építés ideje | Tervező | Megjegyzés |
| --- | -------- | --------------- | ------------ | ------- | --- |
|     | 141.     | modern irodaház |              |         | Korábban a területen a Magyar Általános Gépgyár (MÁG, Budapesti Malomgépészet- és Gépgyár, Podvinecz és Heisler Vállalat) működött. Ennek épületeit elbontották. Később a RICO Kötszerművek használta a területet. |
|     | 143-153. | üres telek      |              |         | Autóbusz végállomás és kisebb árus bódék használják. |
|     | 144-150. | modern irodaház |              |         | |

### 151-160.
| Kép | Házszám  | Név                              | Építés ideje | Tervező | Megjegyzés                                                                     |
| --- | -------- | -------------------------------- | ------------ | ------- | ------------------------------------------------------------------------------ |
|     | 152-158. | Láng Gépgyár                     | 1868-tól     |         | A gyár bezárt, egyes épületei még állnak, másokat elbontottak. Helyük parkoló. |
|     | 155-157. | Székesfővárosi kislakásos bérház | 1926         |         | Épült Liber Endre kislakásépítési programja keretében.                         |
|     | 159/a-b. | Székesfővárosi kislakásos bérház | 1927         |         | Épült Liber Endre kislakásépítési programja keretében.                         |
|     | 160.     | Angyalföldi Erőmű                | 1961–1963    |         | 2004-ben megszüntette működését, épületei elhagyottan állnak.                  |

### 161-170.
| Kép | Házszám  | Név                                    | Építés ideje      | Tervező                                  | Megjegyzés |
| --- | -------- | -------------------------------------- | ----------------- | ---------------------------------------- | --- |
|     | 161-167. | modern lakóház                         | 1970/1980-as évek |                                          | Szocializmusban épült panelház. |
|     | 168.     | Csavaripari Vállalat                   | 1891              |                                          | Korábban: Első Magyar Csavargyár Rt., Csavarárugyár. Megszűnt, épületei állnak, kisebb társaságok használják. |
|     | 169.     | Szcientológia Egyház Budapest székháza | 2000-es évek      |                                          | Korábban a Magyar Adócsőgyár (VATEA Rádiótechnikai és Villamossági Rt.) működött a telken. A gyár 1980-ban beolvadt a TUNGSRAM Rt. Vákuumelektronikai Gyárába. A Váci úti oldalon a Magyarországi Szcientológia Egyház kelet-közép-európai központi szervezete épült a helyére, a hátsó traktusokat elbontották. |
|     | 170/a-c. | Székesfővárosi kislakásos bérház       | 1926              | Rupp Jenő, Sebestyén Artúr és Lux Kálmán | Épült Liber Endre kislakásépítési programja keretében. Homlokzatát jelentős mértékben leegyszerűsítették. |

### 171-180.
| Kép | Házszám  | Név                                                              | Építés ideje   | Tervező                                | Megjegyzés |
| --- | -------- | ---------------------------------------------------------------- | -------------- | -------------------------------------- | --- |
|     | 171.     | eklektikus bérház                                                | 1890-es évek   | Baumann Károly Bernát és Kölber Károly | |
|     | 172.     | Székesfővárosi Fertőtlenítő Intézet                              | 1912–1913      | Hönig Dezső és Zboray János            | |
|     | 173.     | üres telek                                                       |                |                                        | A területen korábban a Szalag- és Zsinórgyár Rt. (Angyalföldi Zsinórgyár) működött. |
|     | 175.     | Wallis Motor Pest irodaház                                       |                |                                        | |
|     | 177.     | Habselyem Kötöttárugyár 2. sz. gyára                             | 1923           |                                        | Eredetileg Selyem- és Gyapjúárugyár Rt. néven alapították, az 1948-ban végrehajtott államosításkor vette fel a Habselyem Kötöttárugyár nevet. 1961-ben összevonták a XX. kerületben működő Pesterzsébet Kötöttárugyárral, a vállalat központja Pesterzsébetre költözött, és a Váci úti gyár ettől kezdve a vállalat 2. sz. gyáraként működött tovább. 2000-ben megszűnt, helyén más cégek működnek. |
|     | 178.     | Duna Plaza bevásárolóközpont                                     | 1994–1996      |                                        | |
|     | 179-183. | Bánki Donát Közlekedésgépészeti Szakgimnázium és Szakközépiskola | 1953 vagy 1958 | Rimanóczy Gyula                        | 2 épület. |

### 181-190.
| Kép | Házszám  | Név                        | Építés ideje | Tervező | Megjegyzés |
| --- | -------- | -------------------------- | ------------ | ------- | --- |
|     | 182.     | Blue Cube Irodaház         |              |         | |
|     | 184.     | volt Ganz Hajógyár épülete |              |         | Ma Business Center néven üzemel. |
|     | 185.     | Nexon Kft. irodaháza       |              |         | |
|     | 186-188. | modern irodaház            |              |         | |
|     | 187-189. | modern irodaház            |              |         | A 189-es szám alatt korábban a Kender-, Juta- és Textilipari Rt. (Kender-Jutagyár, Első Osztrák Jutafonó és Szövőgyár Rt.) működött. A gyárépületeket lebontották, helyén TESCO Hypermarket és annak parkolója található. |
|     | 190.     | modern irodaház            |              |         | üresen áll |

### 191-200.
| Kép | Házszám  | Név                                                                              | Építés ideje | Tervező | Megjegyzés                                                                                     |
| --- | -------- | -------------------------------------------------------------------------------- | ------------ | ------- | ---------------------------------------------------------------------------------------------- |
|     | 191.     | Zepter irodaház                                                                  |              |         |                                                                                                |
|     | 192-194. | volt Ganz Hajógyár területe                                                      | 1911         |         | az épületeket elbontották, a telek jelenleg (2023) üres                                        |
|     | 193.     | MBH Bank irodaház                                                                |              |         |                                                                                                |
|     | 195-197. | üres telek                                                                       |              |         |                                                                                                |
|     | 196.     | benzinkút                                                                        |              |         |                                                                                                |
|     | 198.     | Ganz-villa                                                                       |              |         | a Weborvos.hu 2009 Kft. használja                                                              |
|     | 199.     | Újpest kocsiszín                                                                 | 1890-es évek |         | Üzlethelyiségek vannak benne. Műemlék.                                                         |
|     | 200.     | Közép-Duna-völgyi Vízügyi Igazgatóság, I. Szakaszmérnökség Hajózási Kirendeltség |              |         | A páros oldal utolsó telke. A területet használja a Fővárosi Horgászegyesületek Szövetsége is. |

### 201.
| Kép | Házszám | Név                                             | Építés ideje | Tervező      | Megjegyzés                                                                             |
| --- | ------- | ----------------------------------------------- | ------------ | ------------ | -------------------------------------------------------------------------------------- |
|     | 201.    | Lóvasút indóház (Bagolyvár vagy oroszlános ház) | 1867         | Wagner János | A páratlan oldal utolsó épülete. Műemlék. A Visual Europe Oktatóközpont működik benne. |

## Külső Váci út (IV. kerület)

### 1-10.
| Kép | Házszám | Név                   | Építés ideje | Tervező | Megjegyzés                    |
| --- | ------- | --------------------- | ------------ | ------- | ----------------------------- |
|     | 1-11.   | üres telkek, park     |              |         |                               |
|     | 2-6.    | üres telkek, Dunapart |              |         |                               |
|     | 8-12.   | ipari terület         |              |         | Profmechanics Kft. használja. |

### 11-20.
| Kép | Házszám | Név                                                   | Építés ideje | Tervező | Megjegyzés                                                                                           |
| --- | ------- | ----------------------------------------------------- | ------------ | ------- | --- |
|     | 13.     | Andretti Kávézó Fagylaltozó Pizzéria                  |              |         | |
|     | 14.     | ipari terület                                         |              |         | Autó-Újpest Kft. használja.                                                                          |
|     | 15-17.  | volt Táncsics Bőrgyár (Wolfner-féle bőrgyár) területe | 1840         |         | A gyár megszűnt, két kisebb, Károlyi Sándor utca felé eső épülete kivételével 2006 után elbontották. |
|     | 16-18.  | OMV benzinkút                                         |              |         | |
|     | 19.     | modern irodaház                                       |              |         | |
|     | 20.     | Tesla Budapest autó bemutatórem                       |              |         | |

### 21-30.
| Kép | Házszám | Név                                | Építés ideje | Tervező | Megjegyzés                                                      |
| --- | ------- | ---------------------------------- | ------------ | ------- | --------------------------------------------------------------- |
|     | 21.     | Screen Art épület                  |              |         |                                                                 |
|     | 22-26.  | üres telkek                        |              |         | részben parkolónak használják őket                              |
|     | 23.     | eklektikus bérház                  |              |         |                                                                 |
|     | 25.     | régi földszintes épület            |              |         |                                                                 |
|     | 27-29.  | Vitta Hotel Superior Budapest      |              |         |                                                                 |
|     | 28.     | régi földszintes épület            |              |         |                                                                 |
|     | 30-42.  | Újpesti Bőrgyár (Mauthner Bőrgyár) | 1887         |         | A gyár megszűnt, épületei állnak, kisebb vállalatok használják. |

### 31-40.
| Kép | Házszám | Név                      | Építés ideje | Tervező | Megjegyzés         |
| --- | ------- | ------------------------ | ------------ | ------- | ------------------ |
|     | 31.     | ipari épület             |              |         |                    |
|     | 33.     | régi földszintes épület  |              |         |                    |
|     | 35.     | régi földszintes épület  |              |         | udvarában faházzal |
|     | 37.     | Flexi car autókereskedés |              |         | beépítetlen telek  |
|     | 39.     | Marsopont autószerviz    |              |         |                    |

### 41-50.
| Kép | Házszám | Név                                   | Építés ideje | Tervező | Megjegyzés                                               |
| --- | ------- | ------------------------------------- | ------------ | ------- | -------------------------------------------------------- |
|     | 41.     | Autófelszerelések.hu emeletes épülete |              |         |                                                          |
|     | 43.     | 2 régi földszintes épület             |              |         |                                                          |
|     | 44-48.  | Pannónia Szőrmegyár                   | 1866         |         | Megszűnt, 2007-ben elbontották. Üres telek van a helyén. |
|     | 45-47.  | üres telek                            |              |         |                                                          |
|     | 49.     | földszintes lakóház                   |              |         |                                                          |
|     | 50-58.  | Volvo Galéria és Szerviz              |              |         |                                                          |

### 51-60.
| Kép | Házszám | Név                         | Építés ideje | Tervező | Megjegyzés |
| --- | ------- | --------------------------- | ------------ | ------- | --- |
|     | 51.     | Anker-Művek                 | 1906         |         | 1952-től Fémötvöző Vállalat. Megszűnt, területét több kisebb vállalat használja. A Vörösmarty út sarkán álló, feltehetően a gyárhoz tartozó épületet 2014 és 2018 között elbontották. |
|     | 53.     | földszintes lakóépület      |              |         | |
|     | 55.     | emeletes lakóépület         |              |         | |
|     | 57.     | régi bérház                 |              |         | |
|     | 59.     | régi földszintes lakóépület |              |         | |
|     | 60-62.  | Praktiker                   |              |         | Helyén korábban (1834-től) a Furnér és Lemezművek (FURLEM, Falemezgyár) épületei álltak. A gyár megszűnt, elbontották.                                                                |

### 61-70.
| Kép | Házszám | Név                                               | Építés ideje | Tervező | Megjegyzés                        |
| --- | ------- | ------------------------------------------------- | ------------ | ------- | --------------------------------- |
|     | 61-63.  | Szatmári épületgépészeti és fürdőszoba szakáruház |              |         |                                   |
|     | 64.     | Vasudvar telephely                                |              |         |                                   |
|     | 65.     | régi földszintes lakóház                          |              |         | A Demizson étterem működik benne. |
|     | 66-74.  | Suzuki és Ford CarNet autószalon                  |              |         |                                   |
|     | 67-69.  | ipari terület                                     |              |         |                                   |

### 71-80.
| Kép | Házszám | Név                                              | Építés ideje                 | Tervező    | Megjegyzés             |
| --- | ------- | ------------------------------------------------ | ---------------------------- | ---------- | ---------------------- |
|     | 71.     | RelNet technológia irodaháza                     |                              |            |                        |
|     | 72.     | Hungária Vegyiművek                              | 1864                         |            | Megszűnt, elbontották. |
|     | 73.     | Don Bosco Szaléziak Szalézi Ágazati Képzőközpont |                              |            |                        |
|     | 75.     | üres telek, volt Porfestékgyár                   |                              |            |                        |
|     | 76-80.  | Wallis British Motors Kft. autószalon            |                              |            |                        |
|     | 77.     | OMV benzinkút                                    |                              |            |                        |
|     | 79.     | Egyesült Izzó (Tungsram)                         | 1900–1902 (régebbi épületek) | Exler Jenő | Működő nagyüzem.       |

### 81-90.
| Kép | Házszám | Név                      | Építés ideje | Tervező | Megjegyzés                      |
| --- | ------- | ------------------------ | ------------ | ------- | ------------------------------- |
|     | 81/a.   | földszintes lakóépület   |              |         |                                 |
|     | 81/b.   | emeletes bérház          |              |         |                                 |
|     | 81/c.   | emeletes bérház          |              |         |                                 |
|     | 82.     | modern lakóház           |              |         |                                 |
|     | 83.     | Hungária Papírgyár       | 1927         |         | A 2010-es években felújították. |
|     | 84-90.  | MOL benzinkút            |              |         |                                 |
|     | 85.     | földszintes lakóépület   |              |         |                                 |
|     | 87.     | földszintes ipari épület |              |         |                                 |
|     | 89.     | földszintes lakóépület   |              |         |                                 |

### 91-100.
| Kép | Házszám | Név                                    | Építés ideje | Tervező | Megjegyzés                                                                  |
| --- | ------- | -------------------------------------- | ------------ | ------- | --------------------------------------------------------------------------- |
|     | 91.     | Újpesti Cérnagyár                      | 1923         |         | Coats Magyarország Kft. néven működő nagyüzem.                              |
|     | 92.     | Dacia Újpest – Baumgartner Autócentrum |              |         |                                                                             |
|     | 93.     | emeletes lakóépület                    |              |         |                                                                             |
|     | 94-98.  | McDonald's                             |              |         |                                                                             |
|     | 95.     | emeletes lakóépület                    |              |         |                                                                             |
|     | 97-99.  | modern emeletes lakóépület             |              |         | Földszintes lakóház állt a helyén, amelyet 2012 és 2018 között elbontottak. |
|     | 100.    | autó-szervíz és Suzuki alkatrész üzlet |              |         |                                                                             |

### 101-110.
| Kép | Házszám  | Név                    | Építés ideje | Tervező                        | Megjegyzés                    |
| --- | -------- | ---------------------- | ------------ | ------------------------------ | ----------------------------- |
|     | 102-104. | Káposztásmegyeri vízmű | 1893–1904    | Wein János és Kajlinger Mihály |                               |
|     | 106.     | Megyeri Csárda         |              |                                | A páros oldal utolsó épülete. |
|     | 109.     | emeletes lakóépület    |              |                                |                               |

### 111-119.
| Kép | Házszám | Név                                     | Építés ideje | Tervező | Megjegyzés                        |
| --- | ------- | --------------------------------------- | ------------ | ------- | --------------------------------- |
|     | 111.    | emeletes lakóépület                     |              |         |                                   |
|     | 113.    | emeletes lakóépület                     |              |         |                                   |
|     | 115.    | emeletes lakóépület                     |              |         |                                   |
|     | 117.    | Oxigén és Dissousgázgyár Vállalat (ODV) | 1952         |         |                                   |
|     | 119.    | Petőfi Sándor laktanya                  |              |         | A páratlan oldal utolsó épületei. |